# Tori McCombs
Victoria Ann McCombs (* 31. Mai 1992) ist eine US-amerikanische Fußballspielerin, die beim belgischen BeNe-League-Teilnehmer RSC Anderlecht unter Vertrag steht.

## Karriere
Während ihres Studiums an der University of Michigan lief McCombs von 2010 bis 2013 für die dortige Hochschulmannschaft der Michigan Wolverines auf. Am 11. Juni 2014 rückte sie als sogenannte Amateurspielerin in den Kader der Houston Dash auf und debütierte dort drei Tage später bei einer 1:2-Heimniederlage gegen den FC Kansas City als Einwechselspielerin für Ella Masar. Im September 2014 wechselte sie zum belgischen BeNe-League-Teilnehmer RSC Anderlecht.